# I (gruppo musicale)
Gli I sono un supergruppo black metal formatosi nel 2006 in Norvegia. Formato da vari membri di gruppi black metal come Abbath Doom Occulta e Armagedda degli Immortal, TC King dei God Seed e Arve Isdal (conosciuto come Ice Dale) degli Enslaved. Secondo il sito ufficiale il loro stile è influenzato principalmente dai Bathory.
L'album di debutto della band, Between Two Worlds, venne pubblicato il 3 novembre 2006 nel Regno Unito e il 14 novembre 2006 negli Stati Uniti d'America tramite la Nuclear Blast Records. Il loro primo ed unico concerto si tenne al festival Hole in the Sky a Bergen il 26 agosto 2006. Tutti i testi dell'album sono stati scritti da Demonaz Doom Occulta.

## Discografia
- 2006 - Between Two Worlds

## Formazione
- Abbath Doom Occulta – voce, chitarra
- Ice Dale – chitarra
- King ov Hell – basso
- Armagedda – batteria
- Demonaz Doom Occulta - testi